# Tourbières et lacs de la montagne jurassienne
Les Tourbières et lacs de la montagne jurassienne sont un ensemble de zones humides d’importance internationale situé dans les départements du Doubs et du Jura, labellisé en 2021 au titre de la convention de Ramsar. Le site couvre 12 156 hectares et comprend 125 tourbières et 18 lacs naturels sur 52 communes.

## Localisation

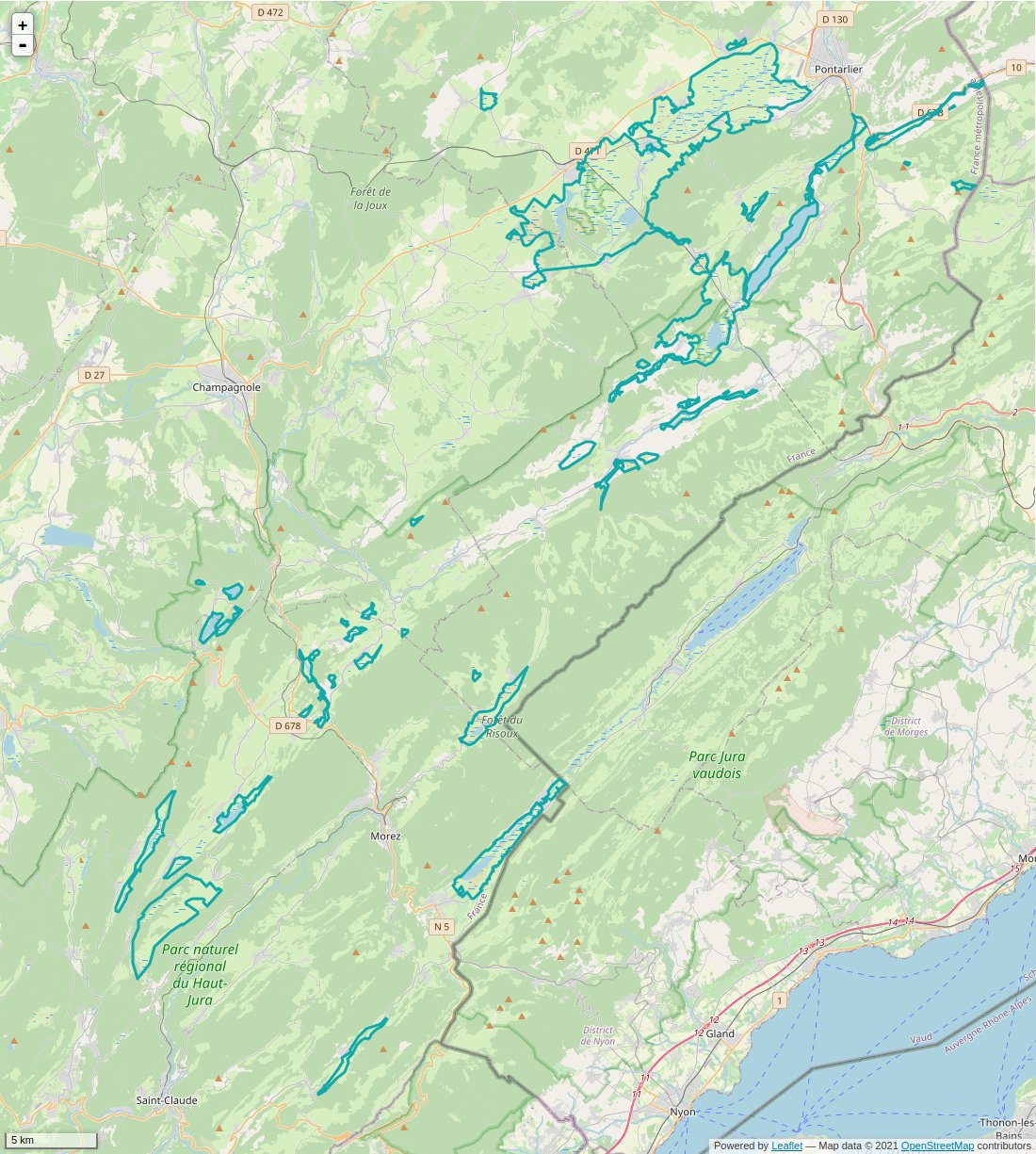
Périmètre du site.

L'espace labellisé Ramsar correspond à une extension du site du « bassin du Drugeon » (5 978 hectares) labellisé en 2003. Le nouveau site est composé d'un ensemble de tourbières et de lacs s'étendant à plus de 800 mètres d’altitude sur environ 65 km entre les Verrières-de-Joux au nord et Saint-Claude au sud et sur le territoire de 52 communes dans les départements du Doubs et du Jura. Il inclut tout ou partie de 12 sites Natura 2000,.

## Histoire du site
La labellisation en 2003 du site du bassin du Drugeon a fait suite à un important programme de restauration de cours d’eau (30 km) mené dans le cadre d'un projet LIFE qui vient confirmer la reconnaissance du site pour ces milieux tourbeux et marais d’altitude. Le site s'étend alors sur 12 communes.
De 2014 à 2021, un second projet LIFE « Tourbières du Jura » a permis la réhabilitation de plus 60 tourbières du Doubs et du Jura. Il démontre une forte dynamique du territoire pour la préservation de ces milieux.
Les réflexions sur le projet de labellisation du nouveau site sont engagées à partir de 2017 avec un séminaire de l'association Ramsar France à Labergement-Sainte-Marie. Quarante nouvelles communes manifestent leur volonté de rejoindre le site Ramsar.
Le dossier de candidature a été déposé auprès de l'État en mars 2020. La labellisation intervient le 2 février 2021. Cette date correspond à la Journée mondiale des zones humides et aux 50 ans de la convention de Ramsar,,,,,.

## Caractéristiques
Le site recouvre 125 tourbières, totalisant au minimum 1 915 hectares. Cette surface représente 36 % de la surface présente dans le Massif du Jura (franco-suisse) et 66 % de la part franc-comtoise. Les tourbières suivantes sont incluses :
- Zones humides du bassin du Drugeon (25)
- Tourbières de Malpas (25)
- Tourbière de La Cluse-et-Mijoux (25)
- Tourbières et zones humides du bassin du Lac de Remoray (25)
- Tourbières du Haut-Doubs (Mouthe et les Combes derniers) (25)
- Tourbières de Chapelle-des-Bois/Bellefontaine (25-39)
- Tourbières du complexe des 4 lacs (39)
- Tourbières de Foncine-le-Haut et Foncine-le-Bas (39)
- Tourbières du Grandvaux et Combe du Nanchez (39)
- Tourbières des Prés de Valfin, du Loutre et environs (Saint-Claude) (39)
- Tourbières de la vallée de l’Orbe (Les Rousses et Bois d'Amont) (39)
- Tourbières de la Combe du lac (Lamoura) (39)

Par ailleurs, le périmètre inclut 18 lacs naturels, pour un total 1 051 hectares :
- Lac de Saint-Point (25)
- Lac de Bouverans (25)
- Lac de Malpas (25)
- Lac de Remoray (25)
- Lac du Trouillot (25)
- Lacs de Bellefontaine et des Mortes (25-39)
- Lac à la Dame (39)
- Lac de Fort-du-Plasne (39)
- Lac des Rouges Truites (39)
- Lac d'Ilay (39)
- Lac de Narlay (39)
- Lac du Vernois (39)
- Lacs du Petit et Grand Maclu (39)
- Lac de Lamoura (39)
- Lac de l'Abbaye (39)
- Lac des Rousses (39)

## Écologie (biodiversité, intérêt écopaysager…)
Dans ce massif calcaire et karstique, les dernières glaciations ont entraîné la formation de zones humides variées avec des lacs et des tourbières. Le site englobe les grands ensembles tourbeux emblématiques du massif : bassin du Drugeon, haute-vallée du Doubs, combe de Chapelle-des-Bois/Bellefontaine ou vallée de l'Orbe ainsi que 18 lacs naturels dont le lac de Saint-Point.
Les inventaires comptent 21 espèces végétales et 39 animales dont le statut de conservation est jugé vulnérable ou moins favorable à l'échelle nationale. À ce patrimoine exceptionnel s'ajoute le rôle fondamental qu'assurent ces sites pour la ressource en eau et le stockage de carbone.
L'ensemble du territoire héberge la quasi-totalité des espèces de tourbières de la montagne jurassienne. Pour 2 taxons, il héberge même 100% de la population française. On y recense également au moins 22 habitats de zones humides d’intérêt européen.

### Faune
L'avifaune remarquable compte l'Aigle pomarin, le Roselin cramoisi, le Râle des genêts, la Bécassine des marais, le Courlis cendré, la Marouette ponctuée et le Vanneau huppé.
Pour les invertébrés, on peut citer l'Aeschne subarctique, le Nacré de la canneberge, le Fadet des tourbières, le Solitaire, le Cuivré de la bistorte, les Leucorrhines à large queue, à front blanc et à gros thorax, l'Azuré des paluds, le Sympétrum noir.
Les amphibiens et reptiles comptent le Crapaud calamite, les Tritons ponctué et crêté, la Vipère péliade.
La reproduction du Brochet, du Lavaret, de la Truite de lac et de l’Écrevisse à pieds blancs est avérée sur le site.

### Flore
La flore est typique des massifs tourbeux ou de zones humides. Parmi les plus rares, on peut mentionner le Bouleau nain, les Laîches dioique, à long rhizone et des marais, la Cigüe aquatique, l'Orchis incarnat, le Dryoptéris à crêtes, la Camarine noire, l'Hypne brillante, l'Iris de Sibérie, la Gesse de Bauhin, le Liparis de Loesel, le Potamot à tiges comprimées, le Saxifrage œil de bouc ou la Stellaire des marais.

## Administration
L'animation du site est assurée par l'EPAGE Haut-Doubs Haute Loue et le parc naturel régional du Haut-Jura.
Le site englobe tout ou partie des sites Natura 2000 suivants :
- Combe du Lac (FR4301310)
- Combe du Nanchez (FR4301315)
- Combes Derniers (FR4312020)
- Complexe de la Cluse et Mijoux (FR4301299)
- Complexe des Sept Lacs du Jura (FR4301330)
- Entrecôtes du Milieu - Malvaux (FR4301328)
- Grandvaux (FR4301313)
- Lac et tourbières de Malpas, les près Partot et le bief Belin (FR4301284)
- Tourbières et lacs de Chapelle-des-Bois et de Bellefontaine les Mortes (FR4301309)
- Tourbières et ruisseaux de Mouthe, source du Doubs (FR4301282)
- Vallée de l'Orbe (FR4301308)
- Vallées et côtes de la Bienne, du Tacon et du Flumen (FR4312012)
- Vallons de la Drésine et de la Bonavette (FR4301283)

Il englobe également les réserves naturelles suivantes : lac de Remoray, tourbières de Frasne-Bouverans, seigne des Barbouillons et tourbières du bief du Nanchez.

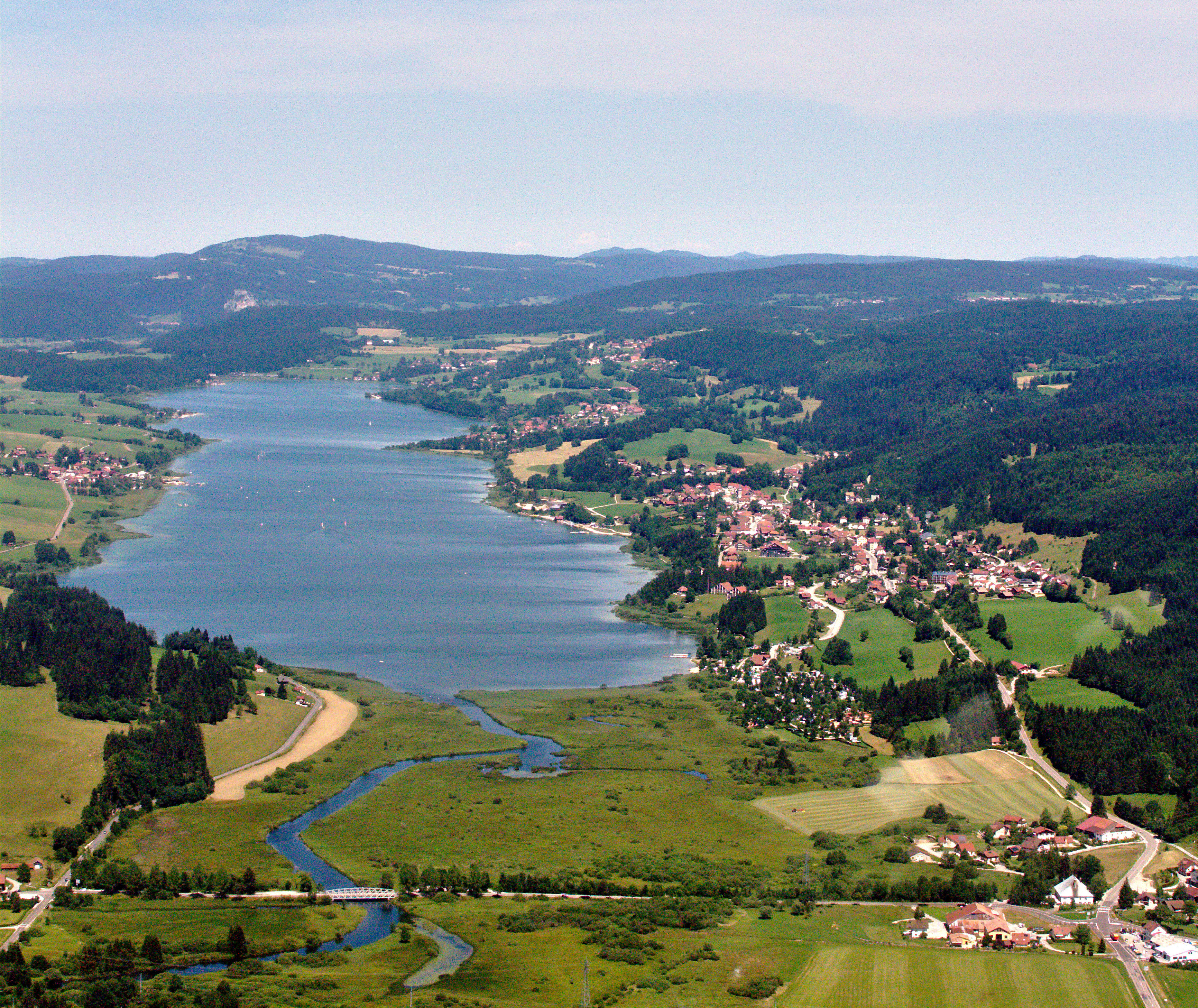
Lac de Saint-Point.
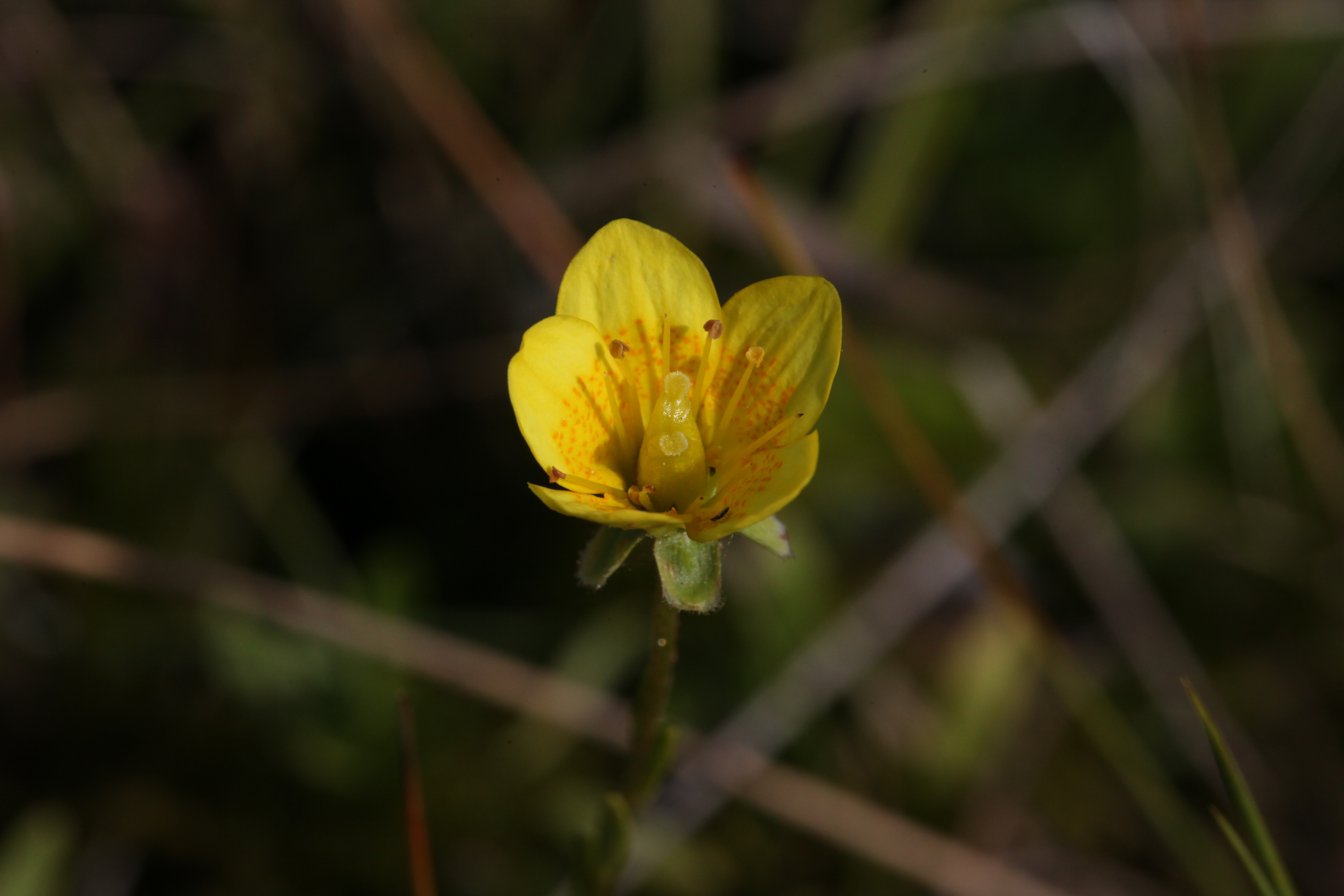
Saxifrage œil-de-bouc.
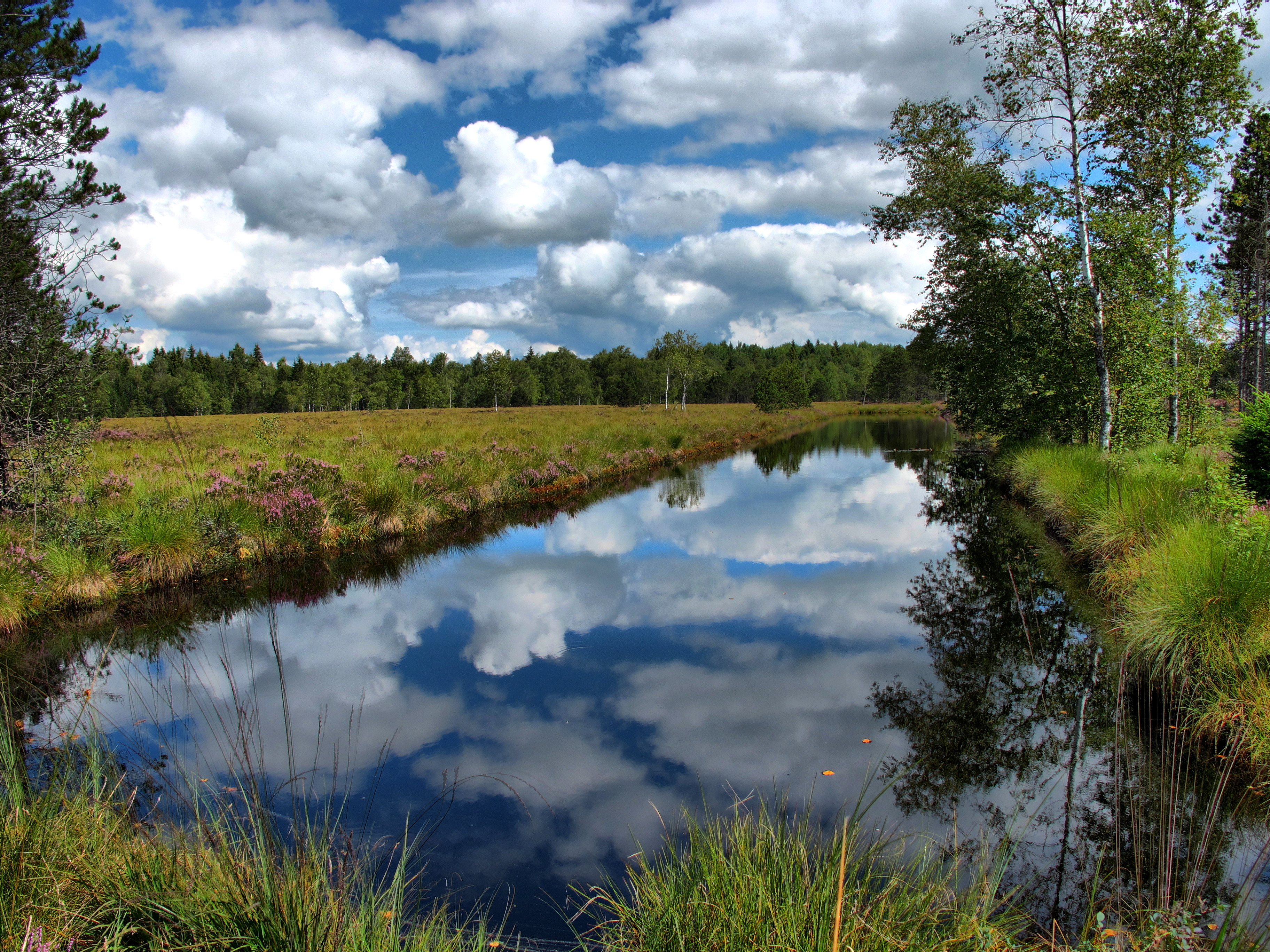
Tourbières de Frasne, ancien bassin d'extraction.
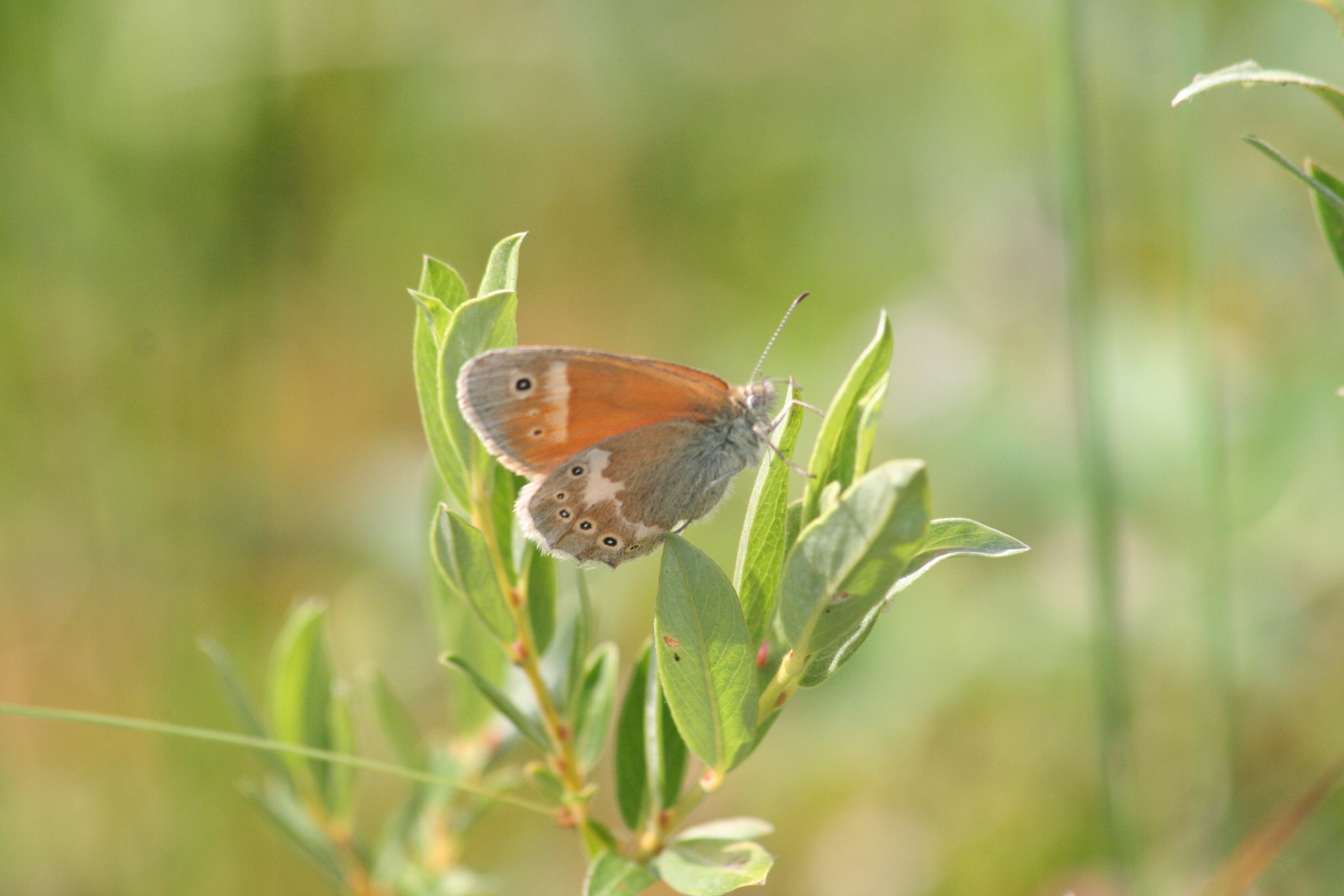
Fadet des tourbières.
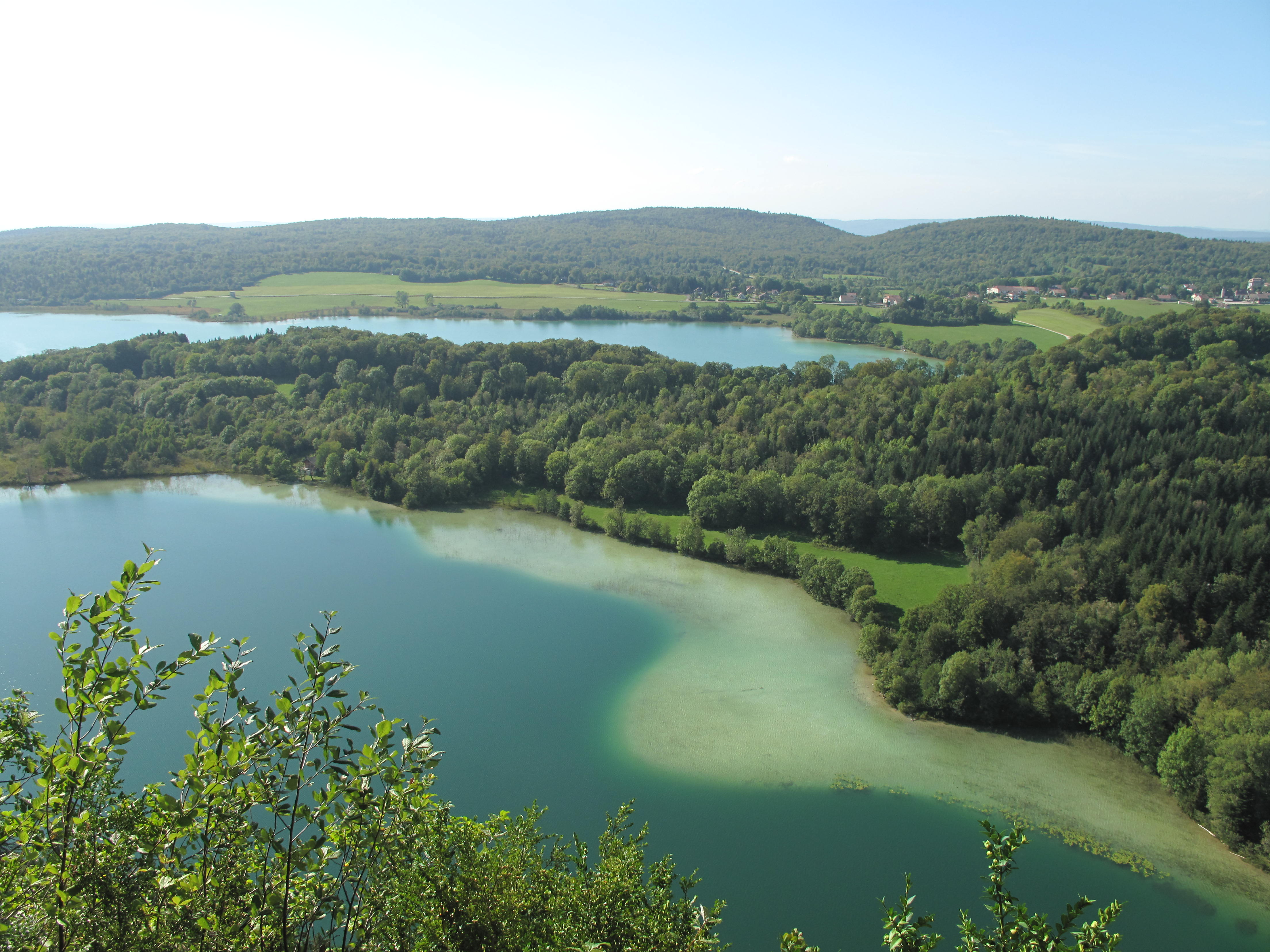
Lacs d'Ilay et du Grand Maclu.
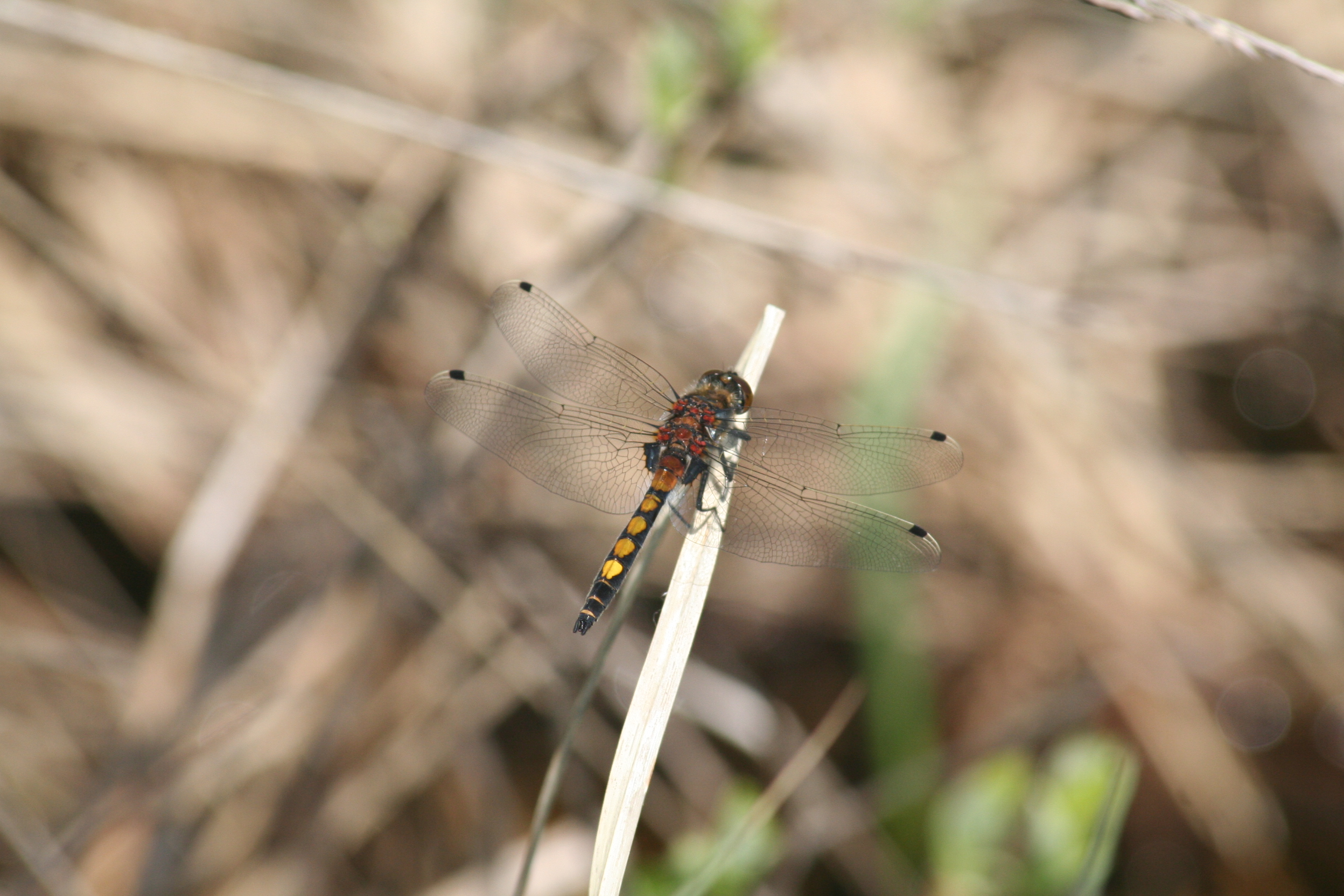
Leucorrhine à gros thorax.
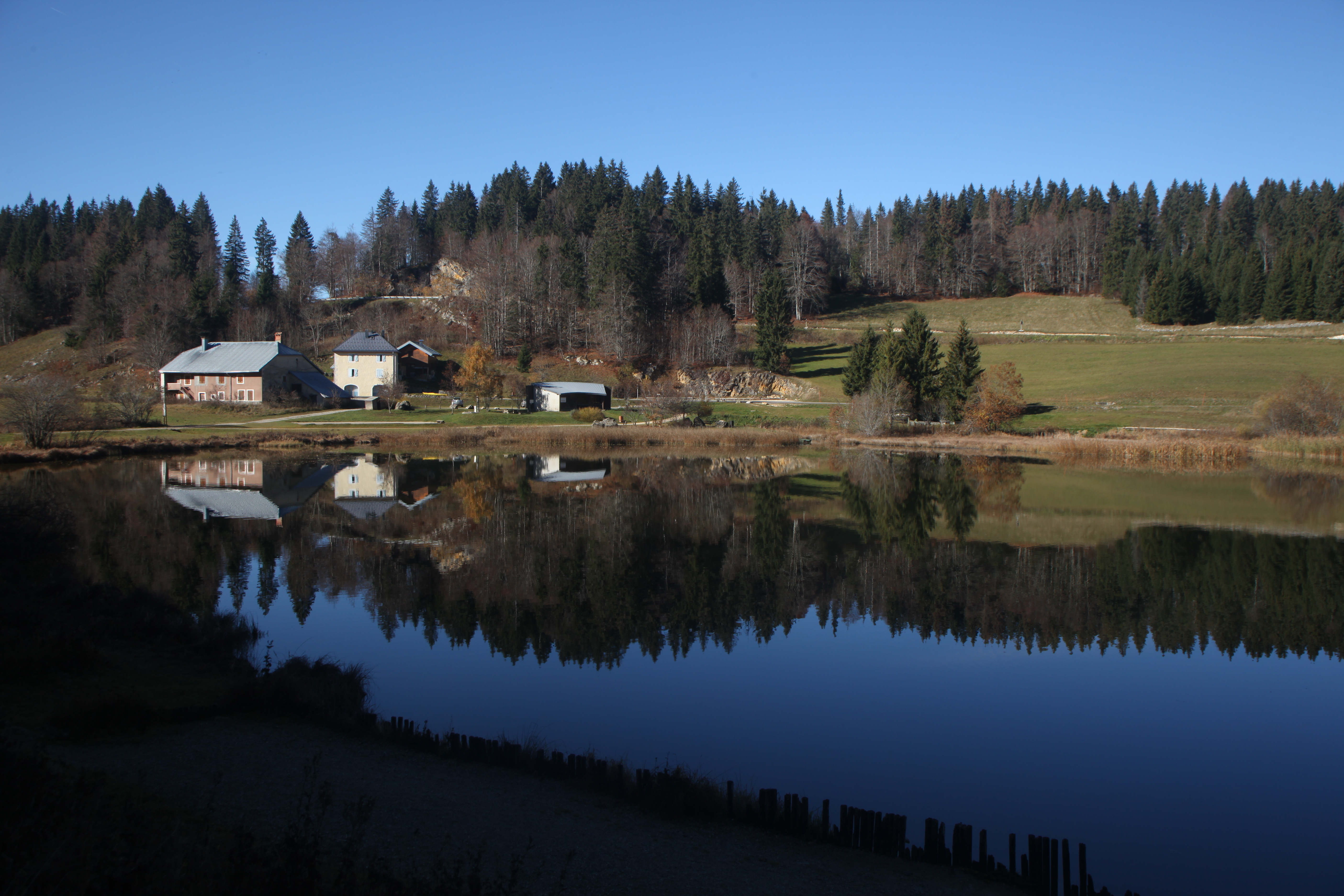
Lac de Lamoura.
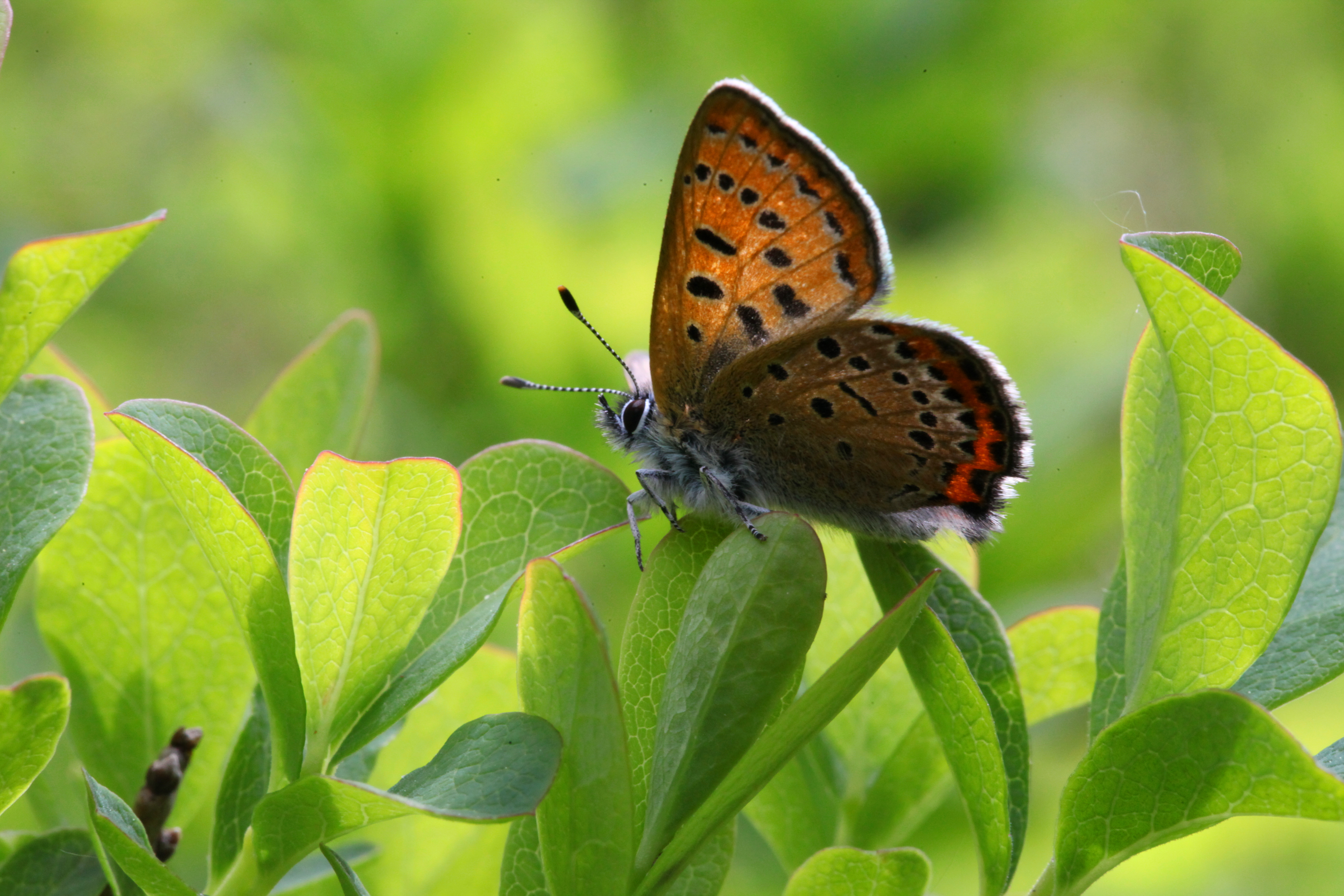
Cuivré de la Bistorte.
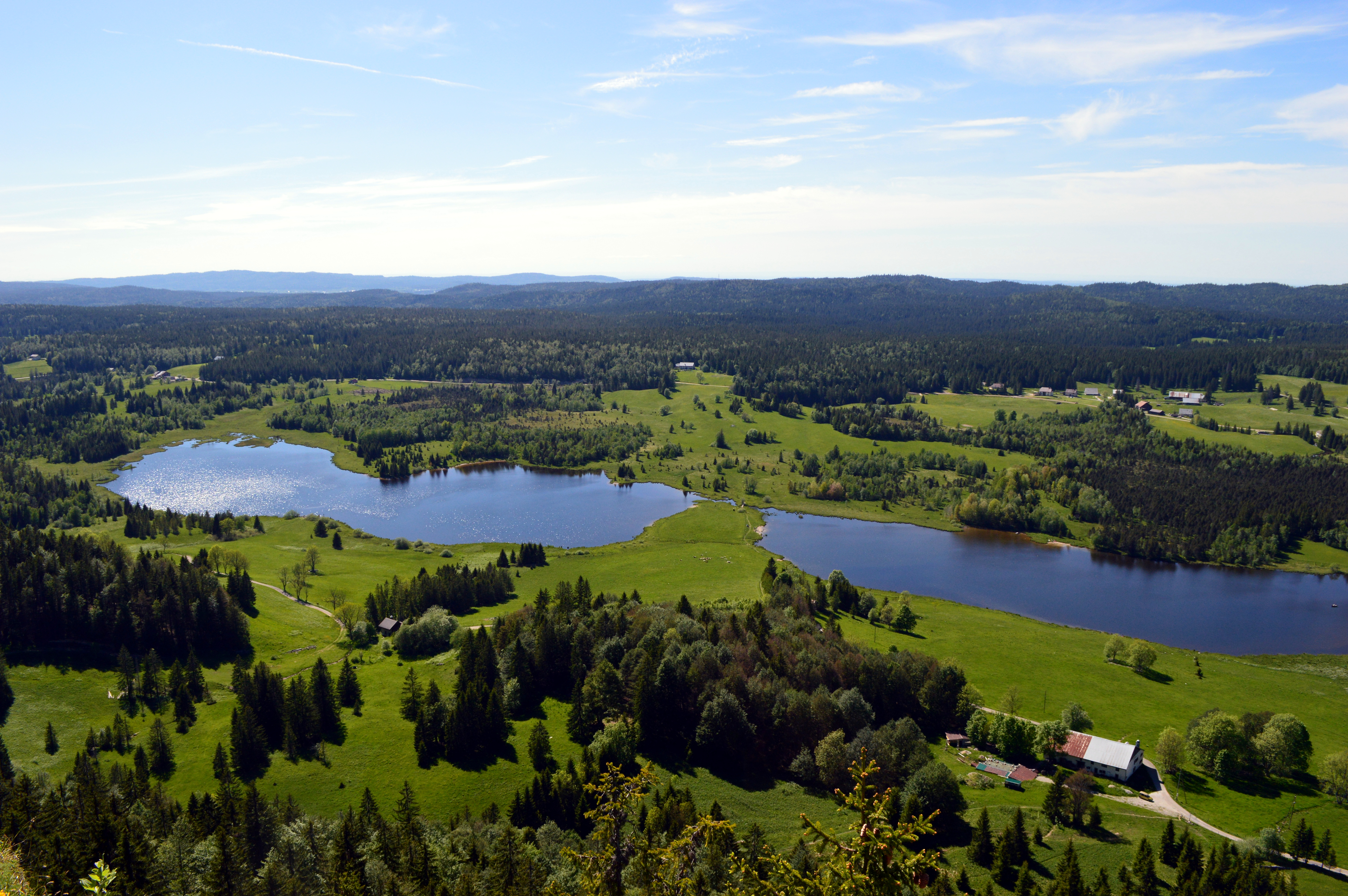
Lac des Mortes et de Bellefontaine.
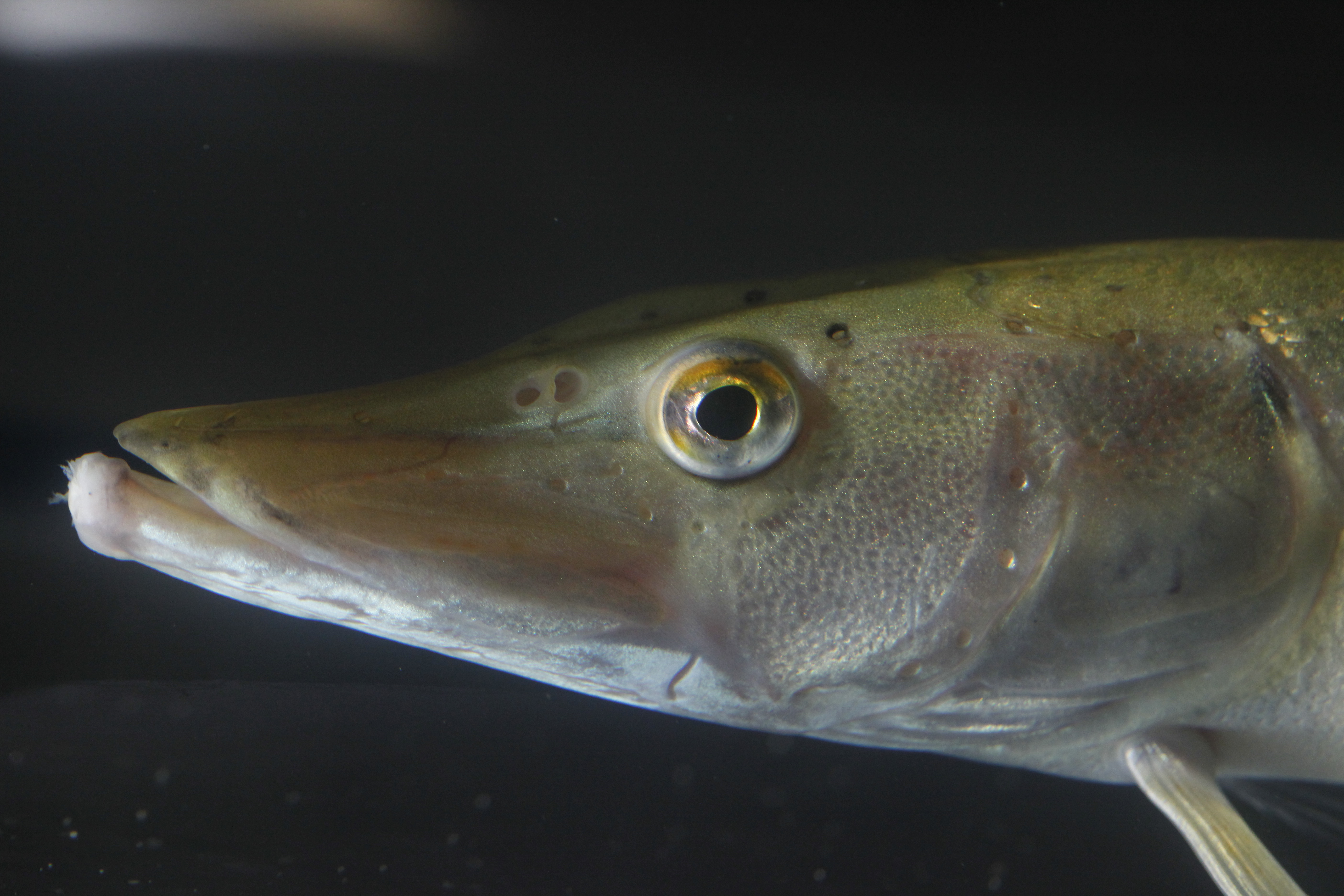
Brochet.
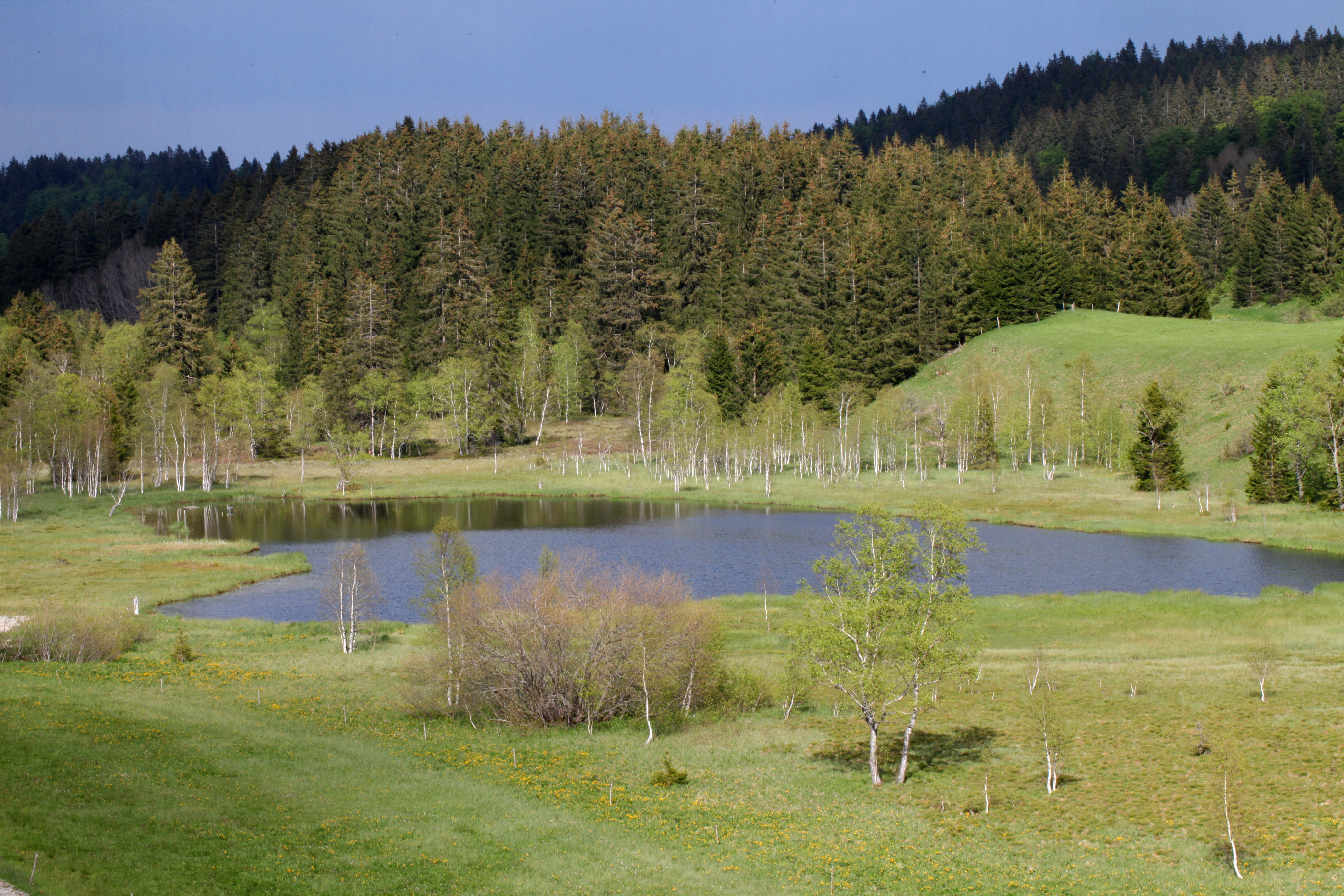
Lac du Trouillot.
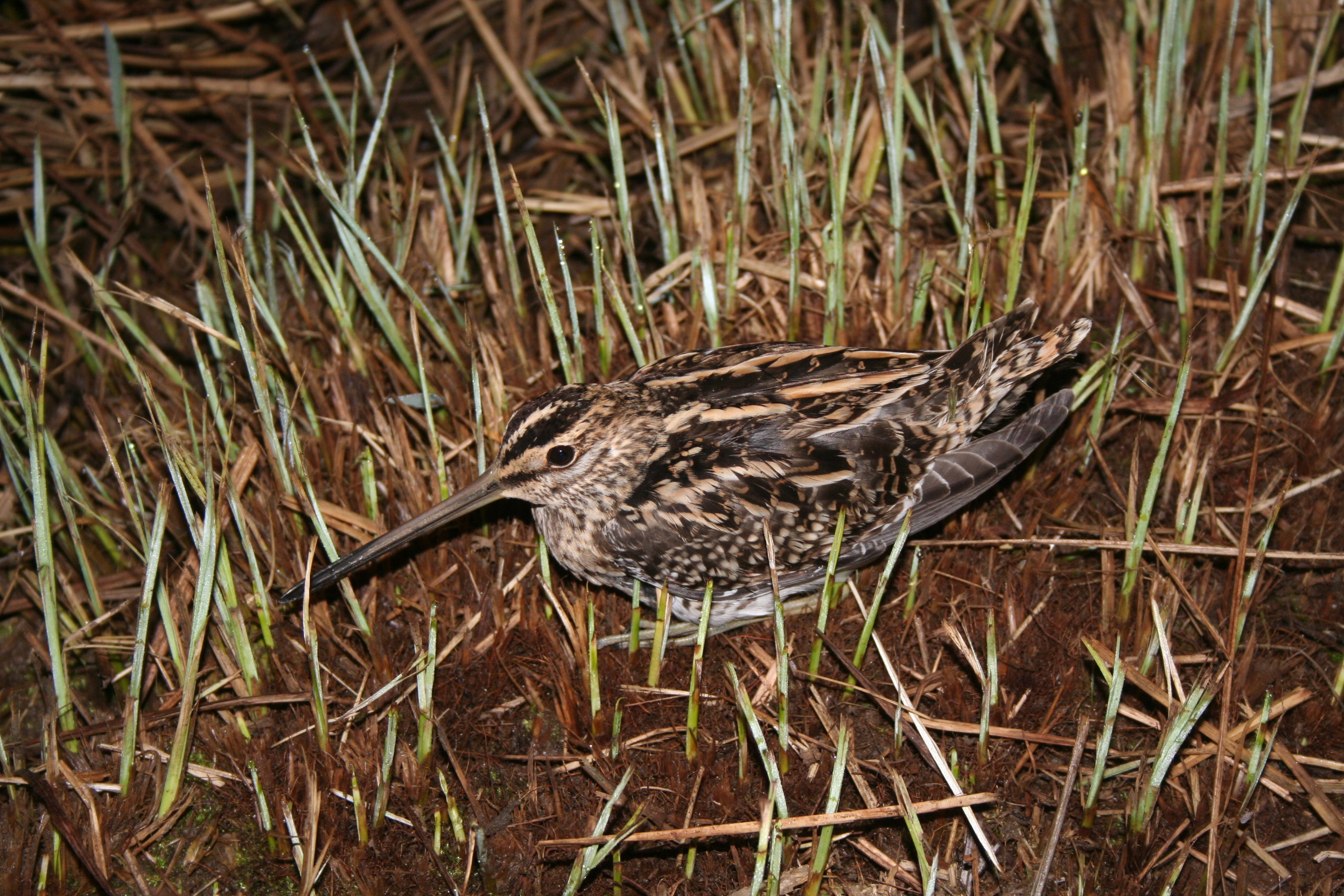
Bécassine des marais.
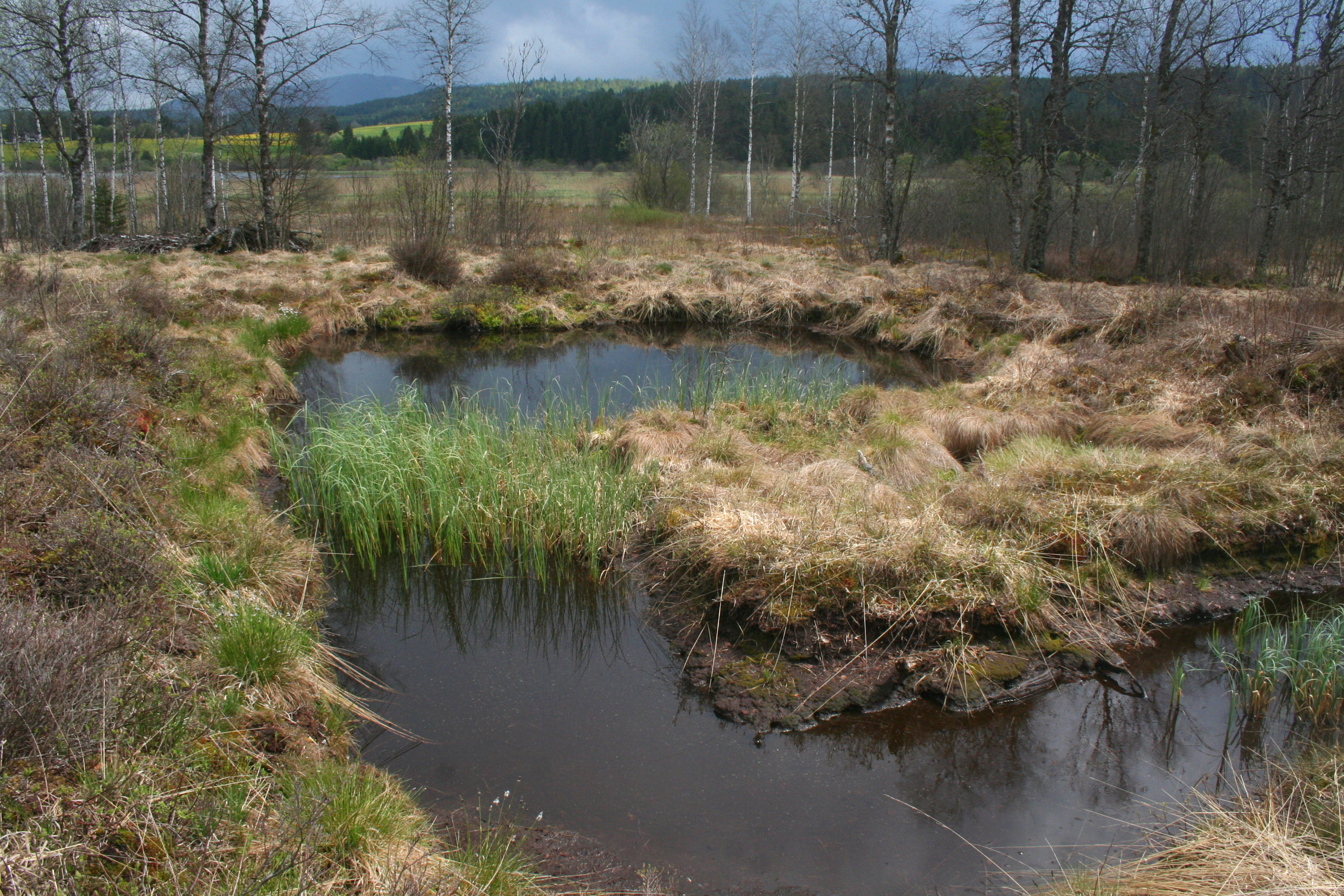
Mare près du lac de Remoray.
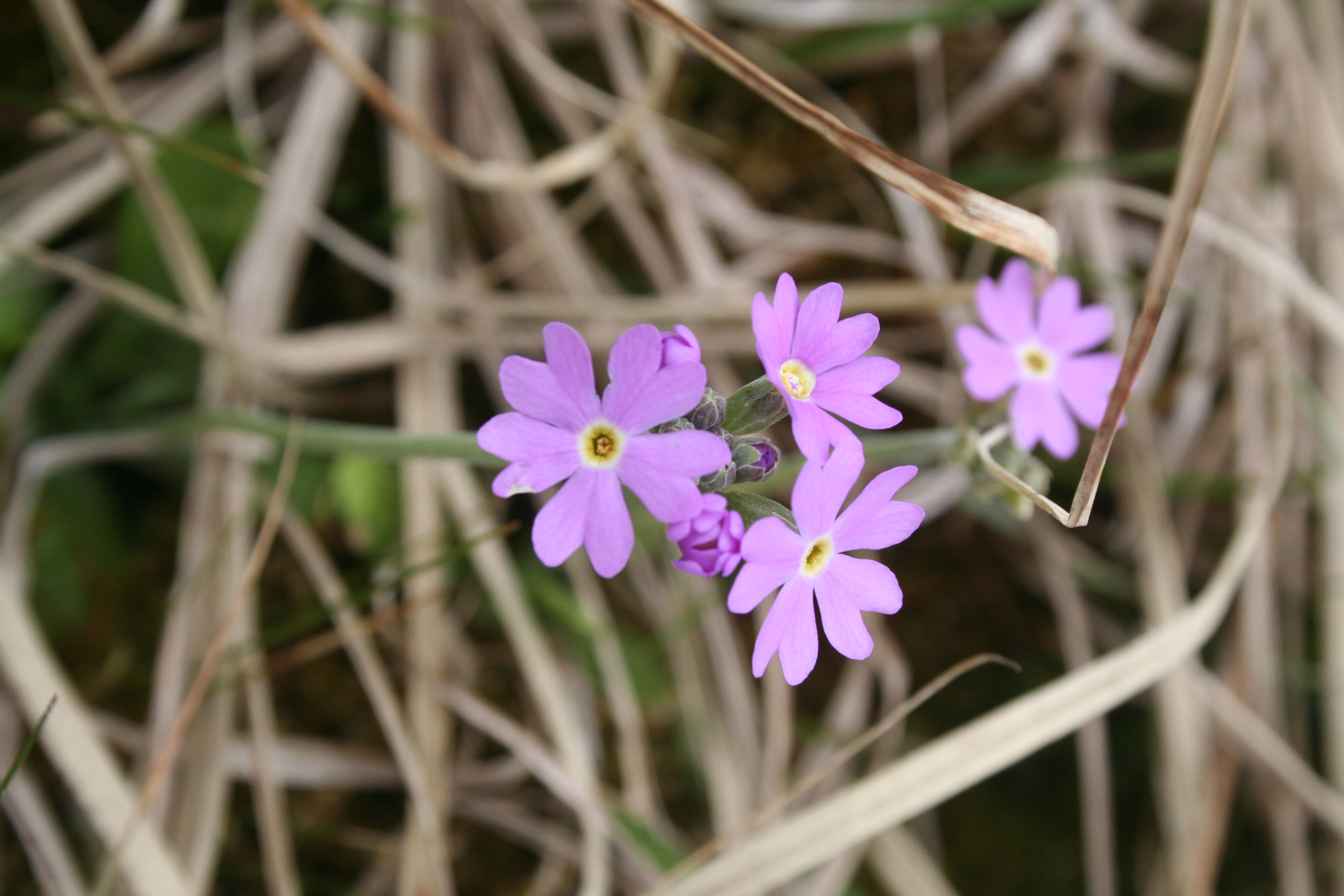
Primevère farineuse.
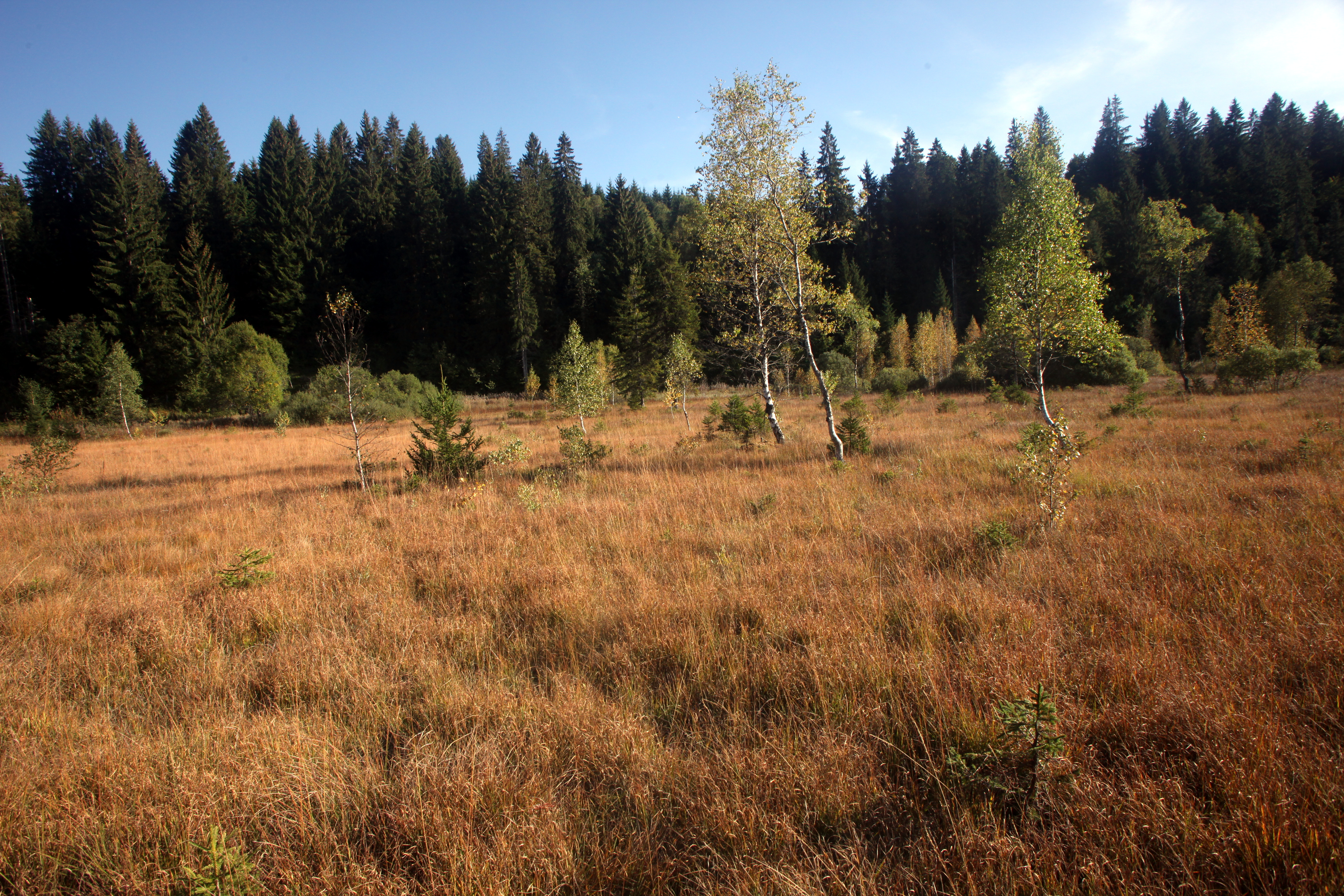
Tourbière à Chaux-des-Prés.
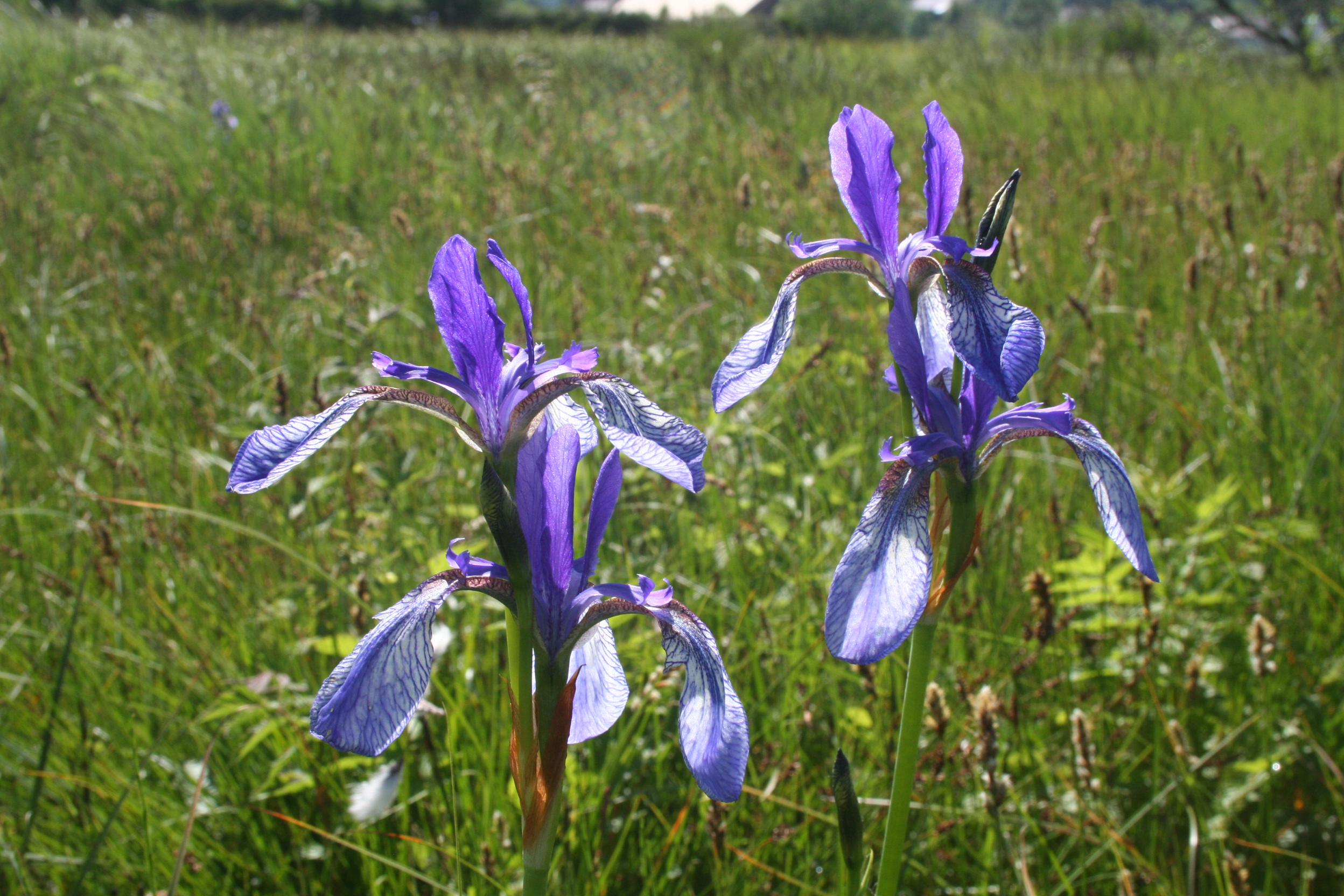
Iris de Sibérie.
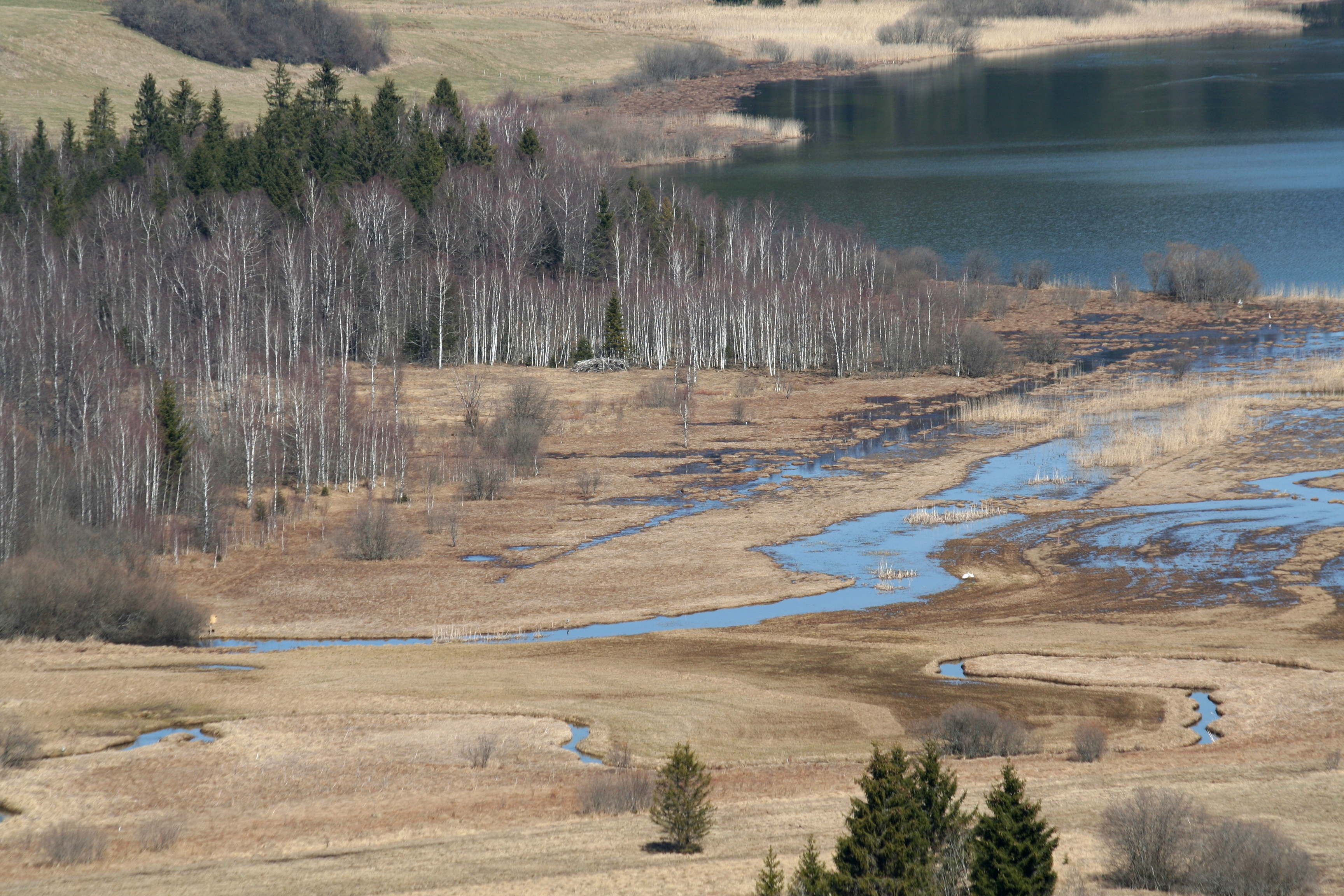
Lac de Remoray.
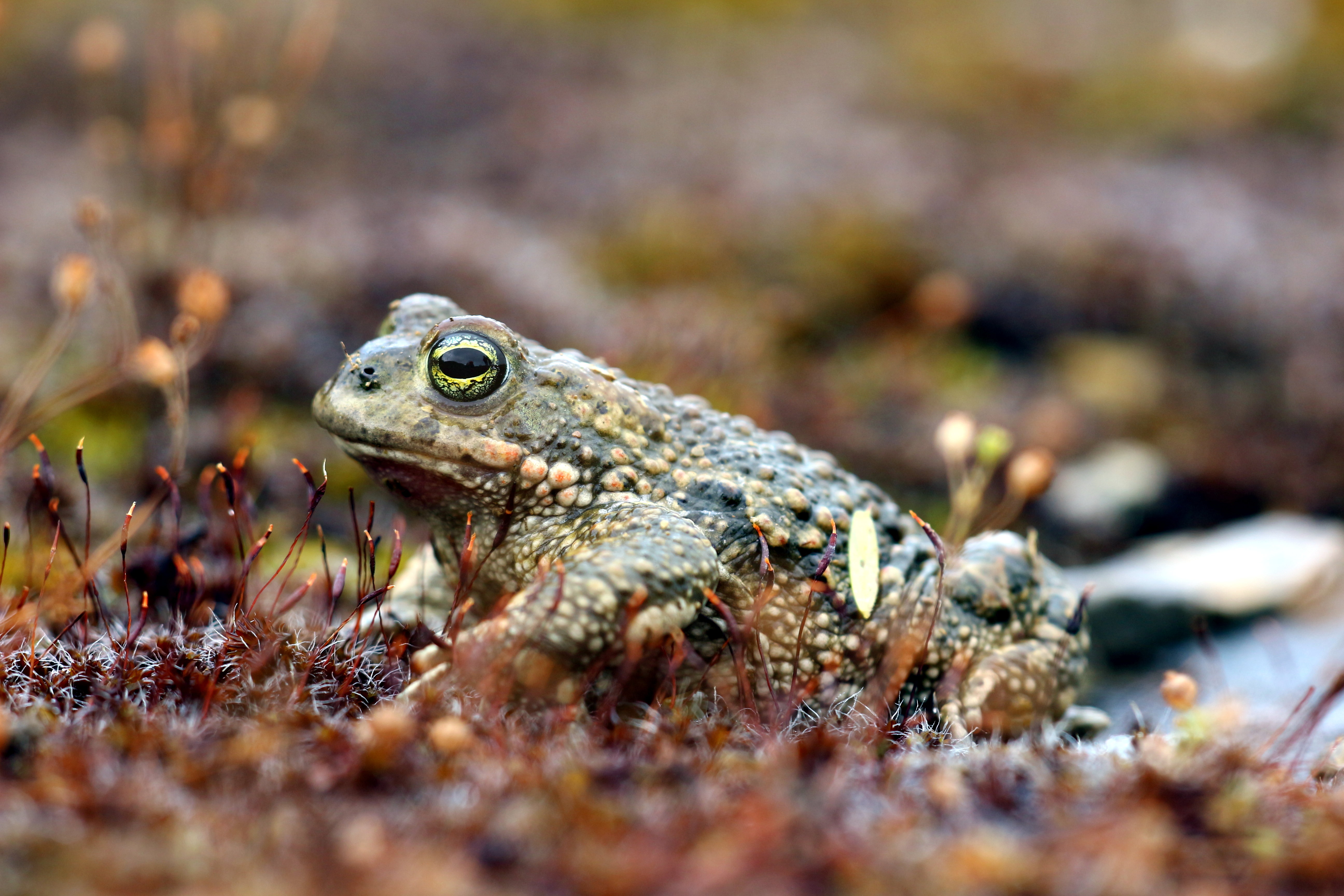
Crapaud calamite.
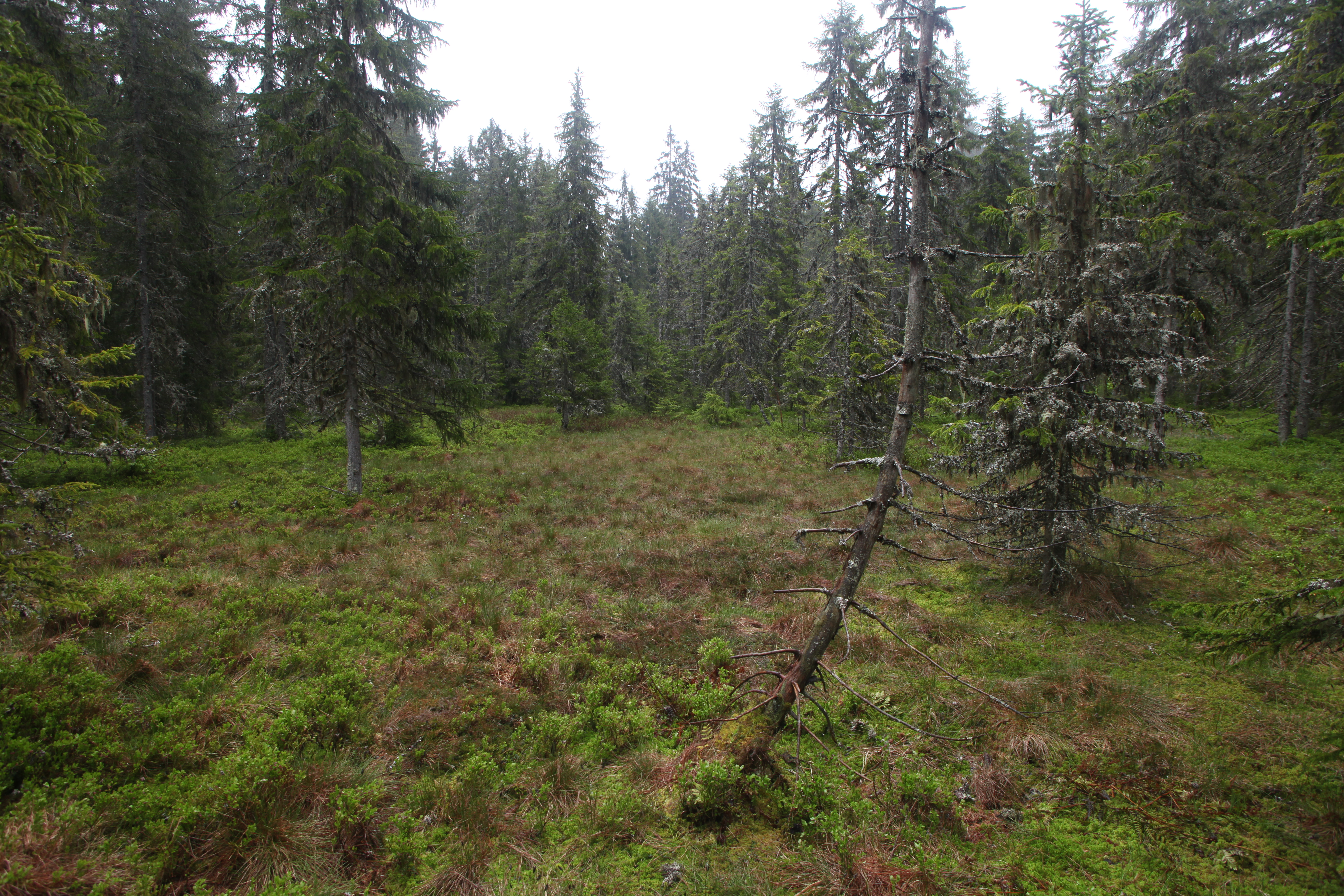
Tourbière aux Fourgs.